# Heimenhausen
Heimenhausen là một đô thị ở huyện Oberaargau  thuộc bang Bern ở Thụy Sĩ. Đô thị này có diện tích 5,84 km², dân số năm 2020 là 1136 người.